# Slag bij Pydna
De Slag bij Pydna was een slag tussen de Romeinse Republiek en Macedonië. De slag vond op 22 juni 168 v.Chr. plaats nabij Pydna

## Aanloop
In 338 v.Chr. had koning Philippus II van Macedonië in de Slag bij Chaeronea een einde gemaakt aan de onafhankelijkheid van de Griekse stadstaten. Zijn zoon en opvolger Alexander de Grote maakte in korte tijd van Macedonië een wereldrijk, maar na zijn dood viel dat reusachtige rijk uiteen in de zogenaamde diadochenrijken. Griekenland bleef een deel van Macedonië.
Maar het verlies van de onafhankelijkheid lag de Griekse stadstaten zwaar op de maag. Zij zochten naar een gelegenheid om af te rekenen met de Macedonische heersers en hun onafhankelijkheid te herwinnen. Daarvoor zochten zij toenadering tot een nieuwe grootmacht in spe: Rome. In een opstand tegen Macedonië riepen Pergamon, Athene en Rodos de hulp in van de Romeinen. In 197 v.Chr. behaalde de Romeinse consul Flaminius de overwinning en één jaar later kondigde hij onder groot gejubel op de Isthmische Spelen van Korinthe af, «dat de Grieken voortaan vrij zouden zijn».

## Verloop
In 168 brak weer een oorlog uit tussen Macedonië en Rome. Op 22 juni 168 v.Chr. vond nabij Pydna (een havenstad ten zuidwesten van Thessaloniki) een beslissende veldslag plaats tussen de Macedonische koning Perseus en de Romeinen onder bevel van Lucius Aemilius Paulus Macedonicus. De Romeinen waren sterk in het voordeel dankzij het ruwe terrein. De logge falanx kon zich namelijk niet goed ontplooien op het oneffen terrein. De flexibele Romeinse legioenen behaalden de overwinning. De Macedonische koning Perseus gaf zich over aan de Romeinse bevelhebber en werd met duizend vooraanstaande burgers in ketenen naar Rome gevoerd. Macedonische steden werden in brand gestoken en met de grond gelijk gemaakt, zoals later ook met Carthago zou gebeuren.
De Macedonische nederlaag bij Pydna betekende het definitieve einde van het koninkrijk Macedonië, dat een Romeinse provincie werd. De Griekse stadstaten waren vazalstaten van Rome geworden.
Oorlogen van de Romeinse Republiek
· Romeins-Etruskische Oorlogen
· Romeins-Aequische Oorlogen
· Latijnse Oorlog
· Romeins-Hernicische Oorlogen
· Romeins-Volscische Oorlogen
· Samnitische oorlogen (Eerste, Tweede, Derde)
· Pyrrhische Oorlog
· Punische oorlogen (Eerste, Tweede, Derde)
· Illyrische Oorlogen (Eerste, Tweede, Derde)
· Macedonische Oorlogen (Eerste, Tweede, Derde, Vierde)
· Romeins-Seleucidische Oorlog
· Aetolische Oorlog
· Galatische Oorlog
· Romeinse Verovering van Hispania (Eerste Celtiberische Oorlog, Lusitanische Oorlog, Numantische Oorlog, Sertorische Oorlog, Cantabrische Oorlogen)
· Achaeïsche Oorlog
· Oorlog tegen Jugurtha
· Cimbrische Oorlog
· Servilische Oorlogen (Eerste, Tweede, Derde)
· Bondgenotenoorlog
· Sulla's Burgeroorlogen (Eerste, Tweede)
· Mithridatische oorlogen (Eerste, Tweede, Derde)
· Gallische Oorlog
· Romeinse expedities naar Britannia
· Burgeroorlog tussen Pompeius en Caesar
· Einde van de Republiek (Slag bij Mutina, Burgeroorlog tegen Brutus en Cassius, Siciliaanse Opstand, Perusiaanse Oorlog, Burgeroorlog tussen Antonius en Octavianus)
Oorlogen van het Romeinse Keizerrijk
· Germaanse Oorlogen (Teutoburgerwoud, Marcomannenoorlog, Alemannische Oorlogen, Gotische Oorlog, Visigotische Oorlogen)
· Romeinse verovering van Britannia
· Boudicca
· Armenische Oorlog
· Vierkeizerjaar
· Joodse Oorlog
· Romeins-Parthische Oorlog
· Romeins-Perzische oorlogen
· Burgeroorlogen van de derde eeuw
. Gotische oorlog (376-382)
. Gotische opstand van Alarik I
. Gildonische opstand
. Gotische oorlog (402-403)
. Pictische oorlog van Stilicho
. Oorlog van Heraclianus
. Oorlog van Radegaisus
. Rijnoversteek
. Romeinse Burgeroorlog 427-429
· Val van het West-Romeinse Rijk